# Kevin Churko
Kevin Churko, né en 1968 à Moose Jaw en Saskatchewan au Canada est un producteur, parolier et ingénieur du son. 
Il a coproduit l'album Black Rain d'Ozzy Osbourne et a travaillé sur des albums de Céline Dion, Ringo Starr, Shania Twain, Dolly Parton, mais il ne travaillait pas comme coproducteur seulement technicien.
Il a vécu quatre ans en Suisse romande, et travaille aux États-Unis.